# Phemeranthus napiformis
Phemeranthus napiformis är en källörtsväxtart som först beskrevs av Dc., och fick sitt nu gällande namn av Gilberto Ocampo. Phemeranthus napiformis ingår i släktet Phemeranthus och familjen källörtsväxter. Inga underarter finns listade i Catalogue of Life.